# Julius Fučík (compositore)
Julius Ernst Wilhelm Fučík (Praga, 18 luglio 1872 – Berlino, 25 settembre 1916) è stato un compositore ceco.
Autore prolifico (scrisse infatti oltre 300 brani fra marce, polche e valzer), sovrappose l'attività di compositore alla direzione di bande militari cui dedicò gran parte della propria vita. Per la destinazione militare di gran parte delle sue opere è a volte noto come il Sousa boemo.
Era zio dell'omonimo giornalista e scrittore cecoslovacco Julius Fučík, assassinato dal regime nazista.

## Biografia
Julius Fučík nacque in una Praga ancora parte dell'Impero austro-ungarico e si dedicò alla musica sotto la guida di varî maestri. Studiò il fagotto con Ludwig Milde, il violino con Antonín Bennewitz e diversi strumenti a percussione; infine prese lezioni di composizione dal grande Dvořák.
Nel 1891 prestò servizio militare nel 49º reggimento austroungarico. Entrato così nell'organico musicale dell'esercito suonò prima a Krems an der Donau sotto la direzione di Josef Wagner, poi nella banda militare di Karl Komzak a Vienna. Nel 1895 si congedò per occupare un posto di secondo fagottista al Teatro tedesco della capitale boema. L'anno seguente divenne primo direttore dell'orchestra di Praga e della corale Danica della città croata di Sisak. In questo periodo Fučík scrisse un certo numero di pezzi di musica da camera, soprattutto per clarinetto e fagotto.
Nel 1897 rientrò nell'esercito come capobanda dell'86º reggimento di fanteria con base a Sarajevo. Poco dopo compose quello che sarebbe diventato il suo brano più celebre, l'Entrata dei gladiatori (Vjezd gladiátorů o Einzug der Gladiatoren). A dispetto del titolo solenne, concepito da Fučík in omaggio alla sua passione per la storia romana, questa marcia è universalmente nota per il suo impiego nei circhi equestri, in cui sottolinea l'entrata in scena dei clown. Ciò anche grazie alla versione Thunder and Blazes che ne trasse di lì a poco il canadese Louis-Phillipe Laurendeau.
Nel 1900, il complesso bandistico diretto da Fučík fu trasferito a Budapest, dove il maestro incontrò la disponibilità di nove bande militari per l'esecuzione delle sue opere, ma trovò anche maggiore competizione per poter mettersi in evidenza. Grazie al più ampio organico disponibile, Fučík si mise a sperimentare la trascrizione di brani per orchestra.
Nel 1909 tornò di nuovo in Boemia e divenne direttore di banda del 92º reggimento di fanteria a Terezín. Questo complesso era considerato all'epoca uno dei migliori dell'impero, e Fučík lo condusse in tournée dando concerti a Praga e Berlino davanti a un pubblico di oltre 10.000 persone.
Dopo essersi sposato e stabilito a Berlino nel 1913, Fučík fondò una propria banda, la Prager Tonkünstler-Orchester, e una casa editrice di musica, l'Apollo Verlag, per distribuire le proprie opere. Allo scoppio della prima guerra mondiale, però, le sue fortune iniziarono a declinare. Nelle privazioni del conflitto gli affari andarono male e la stessa salute del maestro ne risentì.
Julius Fučík morì presso Berlino a soli 44 anni. Fu sepolto a Praga.

## Opere
Le marce composte da Fučík vengono ancora eseguite, nell'odierna Repubblica Ceca, come musica di carattere patriottico. La fama mondiale, invece, si lega soprattutto alla citata marcia op. 68 Entrata dei gladiatori: si tratta però di una fama relativa poiché, nonostante la popolarità della melodia, il titolo e l'autore sono generalmente dimenticati. Altra composizione di un certo interesse, spesso eseguita e incisa dalle orchestre di fiati, è la Marcia fiorentina (Florentinský pochod), composta come grande marcia per un'opera rimasta incompiuta.

### Opere scelte
Marce
- Salve Imperator op.224 (1898)
- Danubia op.229 (1899)
- Vjezd gladiátorů op.68 (1899)
- Triglav (1900)
- Pod admirálskou vlajkou (1901)
- Mississippi River (1902)
- Fantastický pochod (1904)
- Stále vpřed (Sempre avanti) (1904)
- Florentinský pochod op.214 (1907)
- Stráž Slovanstva (1907)
- Hercegovac op.235 (1908)
- Boží bojovníci (1911)
- Veselí venkovští kováři
- Vítězný meč
- Zvuky fanfár
- Attila op.211
- Erinnerung an Trient op.287
- Die Lustigen Dorfschmiede op.218
- Einzug der Olympischen Meisterringer op.274
- Fanfarenklaenge op.278
- Furchtlos und Treu op.240
- Gigantic op.311
- Leitmeritzer Schuetzenmarsch op.261
- Die Regimentskinder op.169
- Schneidig vor op.79
- Die Siegesschwert op.260
- Siegestrophaen op.297
- Uncle Teddy op.239
- Triglav op.72

Danze
- Starý bručoun (polca, 1907)
- Baletky (valzer)
- Dunajské pohádky (valzer)
- Escarpolette (valzer)
- Ideály snů (valzer)
- Od břehu Dunaje (valzer)
- Zimní bouře (valzer)
- Vom Donauufer op.135 (valzer)
- Liebesflammen op.248 (valzer)

Altre composizioni
- St. Hubertus op.250 (Overture)
- Marinarella (1907) e Miramare (ouverture concertanti)
- Život (suite sinfonica, 1907)
- Composizioni da camera per clarinetto e fagotto